# Otus magicus
Молуккская совка, или  Совка молуккская (Otus magicus (лат.)) — вид птиц рода совок семейства совиных. Выделяют 7 подвидов.

## Описание
Длина представителей данного вида — от 23 до 25 см, масса — от 114 до 165 г.

## Образ жизни
Представители вида Otus magicus обитают в низинных лесах, вторичных лесах и мангровых болотах, но также появляются в садах и на кокосовых плантациях вблизи населенных пунктов на высоте до 1500 метров над уровнем моря. Вероятно, питаются в основном насекомыми.